# Агроном (Ульяновская область)
Агроно́м — деревня в Кузоватовском районе Ульяновской области. Входит в состав Спешнёвского сельского поселения.

## География
Деревня находится на правом берегу реки Свияга, на расстоянии примерно 42 км (по прямой) к северо-востоку от посёлка Кузоватово, административного центра района.

## История
В поздний советский период действовало отделение колхоза им. Фрунзе.

## Население
| 2010 |
| ---- |
| 1    |

### Национальный состав
Согласно результатам переписи 2002 года, в национальной структуре населения русские составляли 94 % из 16 чел.